# ザ・リアル・シング (フェイス・ノー・モアのアルバム)
『ザ・リアル・シング』（The Real Thing）は、アメリカ合衆国のオルタナティヴ・メタル・バンド、フェイス・ノー・モアが1989年に発表した3作目のスタジオ・アルバム。LPは9曲入りだが、同時期に発売されたCDは、「ウォー・ピッグス」と「エッジ・オブ・ザ・ワールド」が追加されて11曲入りとなった。

## 背景
1988年、バンドはデビュー当時からのボーカリストであったチャック・モズレーを解雇し、本作のレコーディング中にマイク・パットンを後任として迎えた。バンドのデビュー当時から共同作業をしてきたプロデューサーのマット・ウォレスは、2015年のインタビューで当時の状況に関して「彼（モズレー）は技術的に優れたシンガーではなかったけど、本当に良いフロントマンで、彼は良い仕事をしていたと思うし、彼を含むバンドが好きだった」「私は彼らがシンガー不在だった時に、最終的には『ザ・リアル・シング』として結実する新曲の作業を彼らと共に進めて、それからパットンを迎えるという一大転機に至った」と説明している。
「ウォー・ピッグス」はブラック・サバスのカヴァーで、オリジナル・ヴァージョンにおいてボーカルを担当したオジー・オズボーンも、このカヴァーに感銘を受け、後にマイク・ボーディンを自分のバンドに迎え入れた。

## 反響
バンドは本作で初めて、アメリカの総合アルバム・チャートBillboard 200入りを果たし、1990年10月13日付のチャートで最高11位を記録した。Billboard 200による1990年の年間アルバム・チャートでは、41位となった。また、Billboard Hot 100では、本作からのシングル「エピック」が9位、「フォーリング・トゥ・ピーシズ」が92位に達した。
イギリスでは1990年2月17日付の全英アルバムチャートで初登場を果たし、合計35週トップ100入りして最高30位を記録した。オーストラリアでは1990年7月8日付のアルバム・チャートで初登場33位となり、22週連続でトップ50入り（うち9週にわたりトップ10入り）して、最高2位を記録した。
なお、レッド・ホット・チリ・ペッパーズのアンソニー・キーディスは、「エピック」のミュージック・ビデオを見て「俺達のコピー」と不快感を抱いており、書籍『By the Way: The Biography』によれば、キーディスは「奴（パットン）が飛び跳ねてラップをがなり立てているのを見た時は、まるで鏡を見ているように感じた」という。

## 評価
本作は第32回グラミー賞において最優秀メタル・パフォーマンス賞にノミネートされた。また、第33回グラミー賞では、本作からのシングル「エピック」が最優秀ハード・ロック・パフォーマンス賞にノミネートされた。
Ned Raggettはオールミュージックにおいて5点満点中4.5点を付け「彼（マイク・パットン）の非常識なまでに幅広い音楽への興味が、バンドにしっかり溶け込むのは、次のアルバムを待たねばならなかったが、バンドは本作で既に、十分魅力的なコンビネーションを成し遂げてみせた」と評している。また、Eduardo Rivadaviaは2014年、「『ザ・リアル・シング』は、ジェーンズ・アディクションの『ナッシングス・ショッキング』等、当時の冒険的なハードロック・アルバムと並び、一種の前兆と言える作品だった。オルタナティヴの革命は間近に迫っていた」と位置付けている。

## 収録曲
特記なき楽曲はフェイス・ノー・モア作。
1. フロム・アウト・オブ・ノーホエア - "From Out of Nowhere" - 3:22
2. エピック - "Epic" - 4:53
3. フォーリング・トゥ・ピーシズ - "Falling to Pieces" - 5:16
4. サプライズ! ユー・アー・デッド! - "Surprise! You're Dead!" - 2:27
5. ゾンビ・イーターズ - "Zombie Eaters" - 6:00
6. ザ・リアル・シング - "The Real Thing" - 8:13
7. アンダーウォーター・ラヴ - "Underwater Love" - 3:51
8. ザ・モーニング・アフター - "The Morning After" - 3:43
9. ウッドペッカー・フロム・マーズ - "Woodpecker from Mars" - 5:40
10. ウォー・ピッグス - "War Pigs" (Ozzy Osbourne, Tony Iommi, Geezer Butler, Bill Ward) - 7:44
11. エッジ・オブ・ザ・ワールド - "Edge of the World" - 4:10

### 2015年デラックス・エディション盤ボーナス・ディスク
1. "Sweet Emotion" - 4:52
2. "Epic (Radio Remix Edit)" - 4:00
3. "Falling to Pieces (Matt Wallace Remix)" - 4:31
4. "Cowboy Song" - 5:14
5. "The Grade" - 2:05
6. "From Out of Nowhere (Extended Remix)" - 4:17
7. "War Pigs (Live in Berlin 1989)" (O. Osbourne, T. Iommi, G. Butler, B. Ward) - 7:59
8. "Surprise! You’re Dead! (Live in Sheffield 1990)" - 2:52
9. "Chinese Arithmetic (Live in Sheffield 1990)" - 4:16
10. "Underwater Love (Live at Brixton Academy 1990)" - 3:33
11. "As the Worms Turns (Live at Brixton Academy 1990)" - 2:45

## 参加ミュージシャン
- マイク・パットン - ボーカル
- ジム・マーティン - ギター
- ロディ・ボッタム - キーボード
- ビリー・グールド - ベース
- マイク・ボーディン - ドラムス